# Callejón sangriento
Callejón sangriento (título original: Blood Alley) es una película estadounidense de 1955 dirigida por William A. Wellman y protagonizada por John Wayne y Lauren Bacall.

## Argumento
La guerra civil en China ha terminado. Los comunistas han tomado el poder allí. Un pueblo chino no quiere vivir bajo su nuevo gobierno en China y decide marcharse para refugiarse en Hong Kong a través del mar en un barco de vapor. Para ello liberan a Tom Wilder de una prisión, en la que estuvo en aislamiento durante varios años, porque es un capitán y experto en navegar a Hong Kong a través de las costas chinas desde el norte y viceversa, algo que puede llegar a ser muy peligroso, sobre todo cuando tienen que pasar por el estrecho de Formosa, un sitio especialmente peligroso, conocido también como Callejón Sangriento, en el que ha habido muchas muertes, también en manos de piratas chinos. 
Una vez liberado, el pueblo que ha preparado minuciosamente la fuga durante un año, le piden que los lleve allí y él accede para así vengarse de los comunistas que por un lado le incautaron su barco y le encerraron y por otro lado también le hicieron sufrir en la cárcel aislándolo del resto del mundo, por lo que incluso tuvo que inventarse en su mente una persona llamada Bibi con la que hablar para no perder de esa manera la salud mental por ese aislamiento que sufrió allí. 
Después de hacer los últimos preparativos, ejecutan una noche la fuga con el barco habiéndolo robado para ello y viajan luego por la noche por las costas de China con él para no ser descubiertos por los botes de guerra chinos. Como Wilder conoce de memoria las costas y las ha dibujado antes de la huida en un gran plano de papel, ellos pueden ejecutar tal proeza. Les acompaña Cathy Grainger, la hija del médico del lugar que fue ejecutado por los comunistas por no haber podido salvar a un comisario de ellos, y una familia comunista, a quienes raptan para llevarlos consigo y así evitar de que sean ejecutados por no haber impedido la fuga del pueblo.
Wilder se enamora por el camino de Grainger y con su ayuda puede curarse con el tiempo mentalmente de sus años de aislamiento, mientras que la familia comunista, en agradecimiento de haberlos llevado consigo y haber evitado así que los ejecuten, con el tiempo los acompañan a pesar de haber fuerte resistancia inicial al respecto hasta el punto de que uno de ellos intentó envenenarlos, por lo que fue ejecutado luego por Wilder.   
Su huida se vuelve noticia internacional, por lo que los comunistas chinos los persiguen con más ahínco para desmentirlo. Sin embargo Wilder y los demás consiguen evadir apretadamente a las tropas comunistas hasta el punto de también evitar su artillería por el día cuando los descubren gracias a los conocimientos de Wilder. Finalmente llegan una noche a Hong Kong después de un recorrido de 3.000 millas, donde son bienvenidos por las autoridades del lugar y donde pueden celebrar luego su llegada.  

## Reparto
- John Wayne - Capitán Tom Wilder
- Lauren Bacall - Cathy Grainger
- Paul Fix - Sr. Tso
- Joy Kim - Susu, sirviente de Cathy
- Berry Kroeger - Viejo Feng
- Mike Mazurki - Gran Han
- Anita Ekberg - Wei Ling
- George Chan - Sr. Sing
- W.T. Chang - Sr. Han
- David Chow - Hombre de barco
- Chester Gan - Capitán de barco de Ferry

## Producción
Al principio Robert Mitchum fue elegido para interpretar el papel protagonista, pero, tras un altercado, él fue despedido y sustituido por John Wayne. También hay que destacarr que todos estuvieron sorprendidos cuando Lauren Bacall aceptó el papel de protagonista femenina de la película, ya que era una demócrata de izquierdas y la película era un producto de la propaganda de derechas de la Guerra Fría.
La obra cinematográfica se rodó en California. Cuando Wellman se enfermó temporalmente, John Wayne asumió durante ese tiempo su posición como director de la película.

## Recepción
La película tuvo poco éxito en taquilla, mientras que fue recibida de forma mixta por parte de los críticos.